# ファロ
ファロまたはファーロ（スペイン語: Faro [ˈfaɾu] ( 音声ファイル)）は、ポルトガル南部の都市および基礎自治体。アルガルヴェ地方ファーロ県の県都。

## 自然

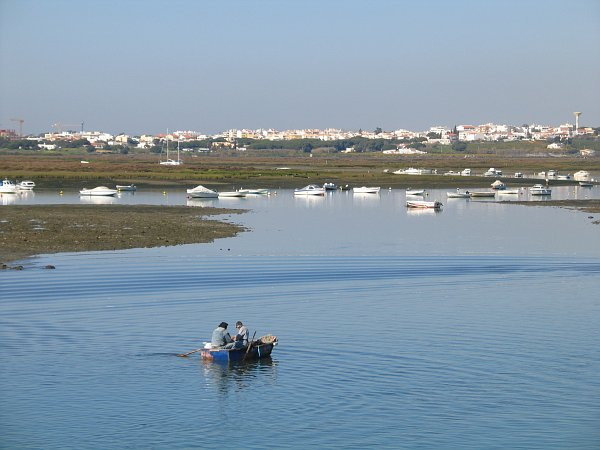
ファロとフォルモーザ潟

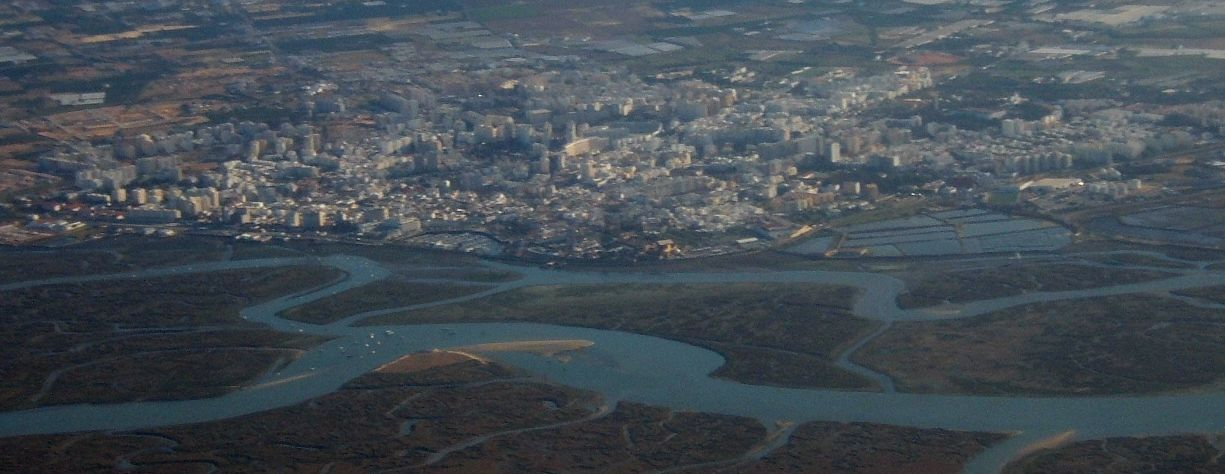
水に囲まれたファロ市街

およそ170平方キロメートルの自然保護区、フォルモーザ潟と隣り合っている。春と秋の渡りの季節になると、潟は100種を数える多様な鳥類の休憩地となる。砂浜は市からおよそ7キロメートルにわたって続き、橋を通ってたどり着ける長い砂嘴からなっている。

## 歴史
フォルモーザ潟が新石器時代から先史時代後半まで人類の定住をひきつけてきた。ローマ帝国時代に占領され、重要な都市に成長した定住地オソノーバ（Ossonoba）は、歴史家によれば現在のファロの前身であるという。3世紀以降の西ゴート王国時代、ここにはキリスト教の司教座が置かれていた。
8世紀のムーア人支配の到来で、オソノーバはイベリア半島南西端における最重要の町としての地位を保持した。9世紀、短期間であるがイスラムの太守国の首都となり、防御用の壁で町が囲まれた。この時点で、サンタ・マリーアという名がオソノーバの代わりに使われ始めた。後に町はハルーン（Harun、地元イスラム教徒の首領にちなむ）として知られるようになり、現在のファロの名となった。500年間のイスラム教徒支配の間、ファロのユダヤ人住民の一部が旧約聖書の複写を書いた。ファロの歴史的な名前のひとつは、アラビア語でأخشونبةであった。イスラム勢力は1272年、ポルトガル王アフォンソ3世軍によって敗退させられた。シルヴェスの都市としての重要性が衰えると、ファロがアルガルヴェ一帯の行政の役割を担った。
1596年、エセックス伯ロバート・デヴァルーがファロの町を略奪し、ファロ司教の図書館を奪った。この時に奪われた書物は後にオックスフォード大学へ寄贈され、バドリアン図書館の一部となった。
1577年、ラゴスがアルガルヴェの中心地となり、1756年までその地位にあった。その1年前の1755年に、リスボン地震によってラゴスの町の大半が破壊された。地震はアルガルヴェの数か所に被害を与え、津波が海抜の低い場所にあった沿岸の要塞群を取り壊し、家々を倒壊させた。フォルモサ潟の砂岸で守られていたファロを除くアルガルヴェ沿岸の町村ほぼ全てが、ひどい被害を受けた。このときから、ファロはアルガルヴェの行政中心地となって今に至る。

## 都市機能

### 交通機関
市街地の約4キロメートル西にファロ空港があり、夏季期間を中心に欧州各国からの客を多く受け入れており、年間の利用客数は500万人以上である。市街地との間は公共バスが運行している。
市街地の西側にあるファロ駅からは、ポルトガル鉄道の高速列車アルファ・ペンドゥラールやInterCityがリスボンやポルトとの間を結んでいる。また、ローカル列車がラーゴスやスペインとの国境の町ヴィラ・レアル・デ・サント・アントニオとの間を結んでいる。
ファロ駅の南にある長距離バス会社のバス停からは、リスボンに向かうバスが毎時1本以上運行されている。その他、アルガルヴェ各地へのバスのほか、スペインのセビリアなどへの国際バスも運行されている。

### 観光
ファロ市内の観光地は主に旧市街（Cidade Velha）に固まっている。その入口の門であるネオクラシカル様式のアルコ・ダ・ヴィラ、18世紀に改築されたファロ大聖堂、16世紀の修道院を再利用した考古学博物館などがある。また、旧市街の北にある18世紀から19世紀にかけて建てられたカルモ教会 (ファロ)も有名である。

### その他
プロサッカークラブSCファレンセがホームとしている、エスタディオ・アルガルヴェがある。高等教育機関として、公立のアルガルヴェ大学がある。

## 姉妹都市
- タンジェ、モロッコ[4]
- ボラマ、ギニアビサウ
- ウエルバ、スペイン
- マラガ、スペイン